# مثل آب برای شکلات
مثل آب برای شکلات به قلم لورا اسکوئیول در سال ۱۹۸۹، داستان زندگی زنان نسلهای گذشتهٔ مکزیک است که به سبک رئالیسم جادویی و با زبان خانگی و فُرم زنانه (نوشتار زنانه) نگارش شده‌است. این رمان، عشقی پرشور را در کنار مبارزهٔ یک زن با سنتهای جامعه خود نشان می‌دهد.
هر فصل از این کتاب با دستور آشپزی یا داروسازی جالبی شروع شده و به موضوع آن فصل مرتبط می‌شود.
این کتاب در سال ۱۹۸۹ نوشته شده و در سال ۱۹۹۲ نیز فیلمی بر اساس آن در مکزیک توسط آلفونسو آرائو Alfonso Arau ساخته شد. کتاب به ۳۰ زبان ترجمه شده و بیش از سه میلیون نسخه از آن چاپ شده‌است.
نام کتاب معنایی دوگانه دارد: نخست اشاره به دستور تهیه شکلات داغ (هات چاکلت) دارد که در مکزیک با آب و کاکائو تهیه می‌شود (نه با شیر). دوم، اصطلاحی در زبان اسپانیایی است استعاره از احساسات تند و برانگیختگی جنسی.

## نمونه متن
«با آن نگاه کاونده که جامه را می‌درید، دیگر هیچ چیز نمی‌توانست بر احوال سابق بماند. تیتا با تمام جسم خود دریافت که چگونه آتش عناصر را دگرگون می‌کند، چگونه یک چانه آرد ذرت به یک گرده نان تبدیل می‌شود و چگونه جانی که از آتش عشق گرما نیافته، از زندگی خالیست.»
«مادربزرگم نظریهٔ بسیار جالبی داشت. می‌گفت هر یک از ما با یک قوطی کبریت در وجودمان متولد می‌شویم اما خودمان قادر نیستیم کبریتها را روشن کنیم؛ همان طور که دیدی برای این کار محتاج اکسیژن و شمع هستیم. در این مورد، به عنوان مثال اکسیژن از نفَس کسی می‌آید که دوستش داریم؛ شمع می‌تواند هر نوع موسیقی، نوازش، کلام یا صدایی باشد که یکی از چوب کبریتها را مشتعل می‌کند. برای لحظه‌ای از فشار احساسات گیج می‌شویم و گرمای مطبوعی وجودمان را دربرمی‌گیرد که با مرور زمان فروکش می‌کند، تا انفجار تازه‌ای جایگزین آن شود. هر آدمی باید به این کشف و شهود برسد که چه عاملی آتش درونش را پیوسته شعله‌ور نگه می‌دارد و از آنجا که یکی از عوامل آتش‌زا همان سوختی است که به وجودمان می‌رسد، انفجار تنها هنگامی ایجاد می‌شود که سوخت موجود باشد. خلاصهٔ کلام، آن آتش غذای روح است. اگر کسی به موقع درنیابد که چه چیزی آتش درون را شعله‌ور می‌کند، قوطی کبریت وجودش نم برمی‌دارد و هیچ یک از چوب کبریتهایش هیچ وقت روشن نمی‌شود.»

## نقدها
واشینگتن پست: «این رمان ممتاز و پرشور و حال، گرامی‌داشت فروپاشی سنت‌ها از سوی نسل‌هایی از زنان مکزیک است.»
بوستون کلاب: «مثل آب برای شکلات به طرزی فریبنده ساده و به طرز ساده‌ای اعجاب‌انگیز است. داستانی از عشق، احساس، جنگ … وغبار روبی از آن بخش از تاریخ مکزیک است که به زنان تعلق دارد.»
شیکاگو تریبون: «رمانی ممتاز و مفرح، جذاب و رؤیایی، و بی‌اندازه احساساتی … مثل آب برای شکلات اثری خلاق، سازنده، شیطنت‌آمیز، و نمایشی هیجان‌انگیز است.»

## ترجمه فارسی
ترجمه این کتاب به زبان فارسی را مریم بیات انجام داده و کتاب توسط انتشارات روشنگران و مطالعات زنان چاپ شده‌است. این ترجمه دچار جرح‌وتعدیل‌هایی در متن اصلی شده‌است.